# بلاستيسفير

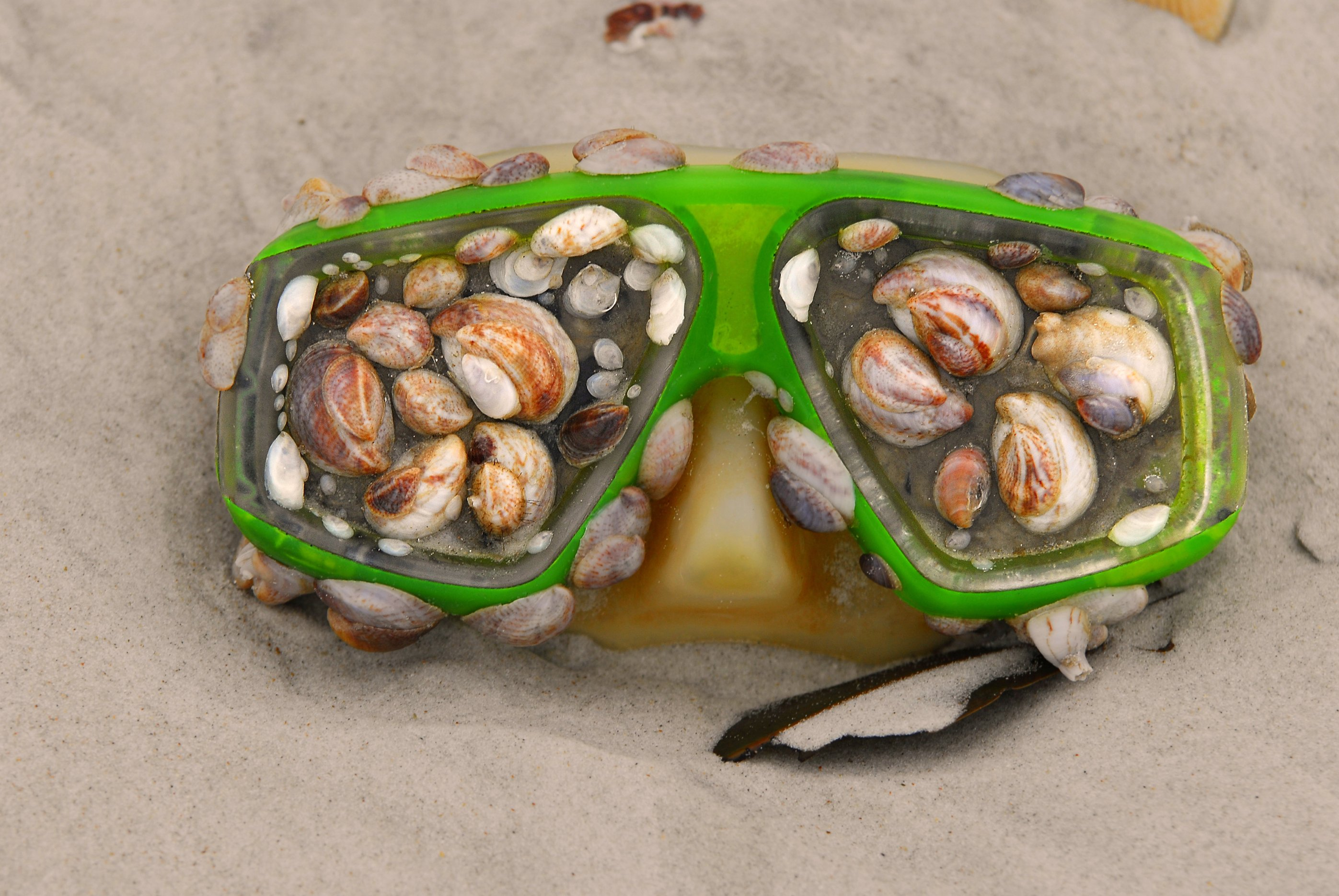

الغلاف اللَدِنيّ أو المُكوَّر اللدنيّ أو بلاستيسفير مصطلح يستخدم للإشارة إلى النظم البيئية التي تطورت لتوجد في بيئات بلاستيكية من صنع الإنسان. وُجد أن المواد البلاستيكية التي وصلت إلى البيئات البحرية تحوي أنواعاً مختلفة من الأحياء الدقيقة. تحفز طبيعة الأسطح البلاستيكية الكارهة للماء التشكل السريع للأغشية الحيوية، التي تدعم مجموعة واسعة من الأنشطة الأيضية، وتؤدي إلى تعاقب الكائنات الحية الدقيقة والكبيرة الأخرى.
يوفّر التلوّث البلاستيكي ناقلًا مستدامًا لنقل الكائنات الحية لمسافات طويلة، أكثر مما توفره المواد القابلة للتحلل البيولوجي. يمكن لهذا النقل لمسافات طويلة أن يضع الميكروبات في أنظمة بيئية مختلفة ويُحتمل أن يدخل أنواعًا غازية، بالإضافة إلى الطحالب الضارة. تشمل الكائنات الحية الدقيقة الموجودة على الحطام البلاستيكي، ذاتيات التغذية، ومتباينات الاغتذاء، والمتكافلات. يختلف النظام البيئي الناجم عن البلاستيسفير، عن الأخرى التي تطفو فيها المواد المتشكلة طبيعيًا (أي الريش والطحالب)، بسبب بطء التحلل البيولوجي، والظروف المختلفة الأخرى.
يُعتقد أن بعض الكائنات الحية تسرّع عملية التحلل البيولوجي للمواد البلاستيكية إلى مواد كيميائية، يحتمل أن تكون المواد الناتجة من التحلل خطرة، وقد يكون ذلك مفيدًا بجعل العلماء قادرين على استخدام الميكروبات، من أجل تحلل البلاستيك الذي يطول بقاؤه سليمًا. نظرًا إلى تحلل البلاستيك لأجزاء أصغر تصبح في النهاية جسيمات بلاستيكية، تكون احتمالية أن تستهلكها العوالق وتدخل في سلسلة غذائية أكبر، ونظرًا إلى استهلاك هذه العوالق من قبل الكائنات الأكبر حجما، فقد يتراكم البلاستيك في الأسماك التي يأكلها البشر في النهاية.
بدأت تترعرع الحشرات في مناطق المحيطات حيث لم تستطع من قبل، إضافة إلى الميكروبات، إذ استطاع بقّ الماء المتزحلق، التكاثر على السطح الصلب الذي يوفره البلاستيك العائم.

## البحوث
وُصف البلاستيسفير لأول مرة من قبل الدكتورة ليندا أمارال زيتلر من المختبر البيولوجي البحري، والدكتورة تريسي مينسر من معهد وودز هول لعلوم المحيطات، والدكتور إريك زيتلر من جمعية سي إيديوكيشن (جمعية التعليم البحري). جمعوا عينات من البلاستيك خلال رحلات البحث التي أجرتها جمعية سي إيديوكيشن لدراسة «أنواع الميكروبات التي تعيش في البلاستيسفير، وكيف تستعمر أسطح البلاستيك، وكيف يمكن أن تؤثر على النظم البيئية البحرية».
حللوا الأجزاء البلاستيكية التي جُمعت بالشباك من مواقع متعددة في المحيط الأطلسي، واستخدم الباحثون مجهرًا إلكترونيًا ماسحًا، لتحديد ما يستعمر السطوح البلاستيكية. كانت صانعات الحفر من بين الاكتشافات الأكثر شهرة، وتوقعوا أن صانعات الحفر هذه ساعدت في تسريع عملية التحلل البيولوجي، وتشكيل شقوق حيث يمكن أن تستعمر الكائنات الحية الدقيقة الأخرى، يمكن أن تمتلك صانعات الحفر علاوة على ذلك، القدرة على أن تحلل الهيدروكربونات.
تمكن الباحثون من التعرف على الآلاف من الكائنات المتنوعة، التي اختلفت عن الموجودة في البيئة التي تعتبر طبيعية، باستخدام كل من المجهر عالي القدرة والتقنية الحديثة، تسلسل الحمض النووي الريبوزي منقوص الأكسجين.